# Jawa 350/639
Jawa 350/639 je motocykl, vyvinutý firmou Jawa, vyráběný v letech 1984–1994. Předchůdcem byl model Jawa 350/638, nástupcem se stal typ Jawa 350/640.

## Technický popis
Model navazoval na typ Jawa 350/638, oproti kterému má již přední kotoučovou brzdu.

## Technické parametry

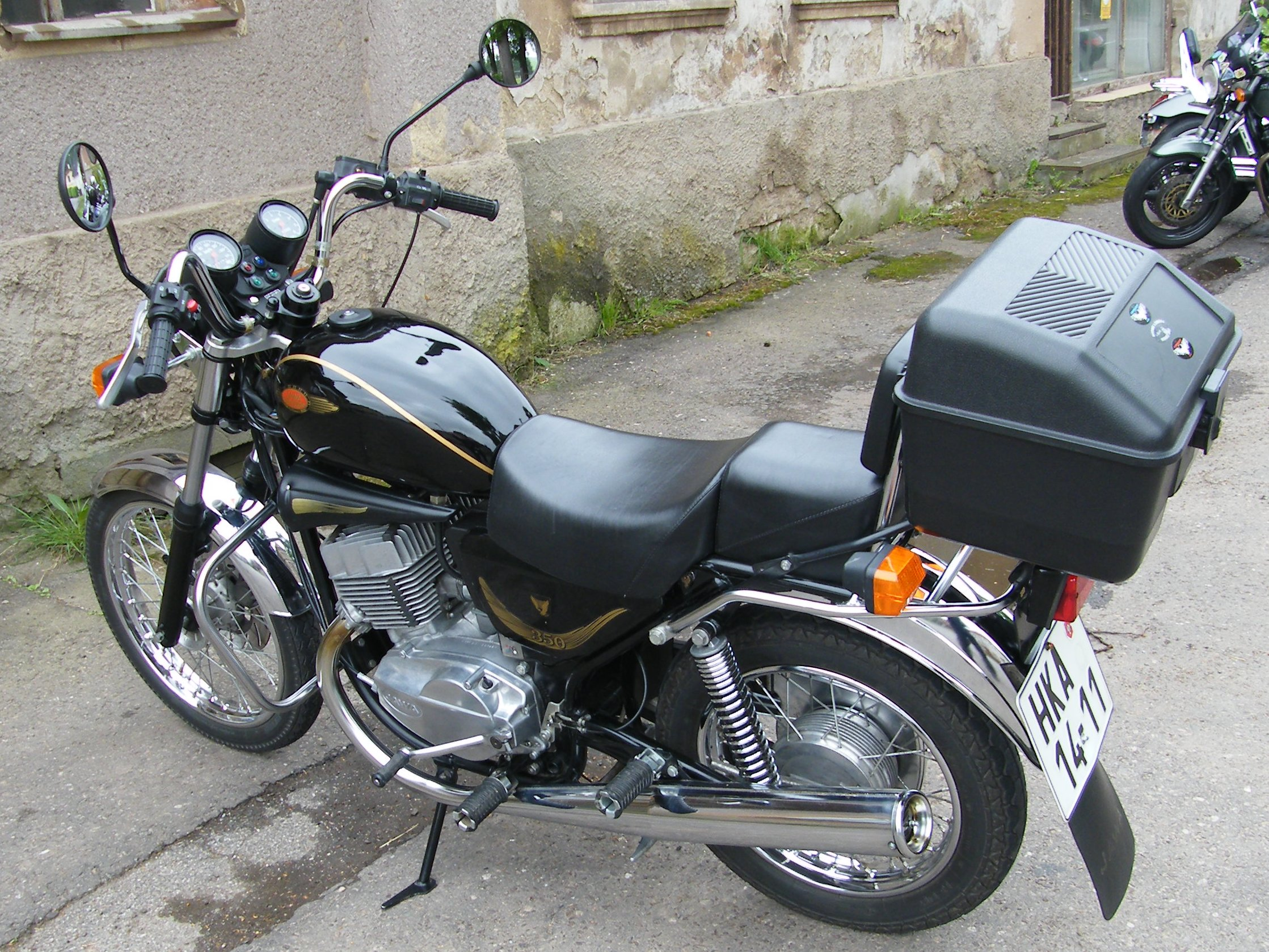
Jawa 350/639.2 Chopper (1994)

- Rám: dvojitý kolébkový ocelový
- Suchá hmotnost: 149 kg
- Pohotovostní hmotnost: 167 kg
- Maximální rychlost: 130 km/h
- Spotřeba paliva: 4 l/100 km